# John Konchar
John Konchar, né le 22 mars 1996 à West Chicago dans l'Illinois, est un joueur américain de basket-ball évoluant au poste d'arrière.

## Biographie

### Grizzlies de Memphis (depuis 2019)
Le 8 juillet 2019, il signe un contrat two-way en faveur des Grizzlies de Memphis pour la saison 2019-2020.
Le 21 novembre 2020, il signe un contrat de 9 millions de dollars sur quatre ans avec les Grizzlies de Memphis.

## Statistiques

### Professionnelles

#### Saison régulière
| Saison    | Équipe   | Matchs | Titul. | Min./m | % Tir | % 3pts | % LF | Rbds/m. | Pass/m. | Int/m. | Ctr/m. | Pts/m. |
| --------- | -------- | ------ | ------ | ------ | ----- | ------ | ---- | ------- | ------- | ------ | ------ | ------ |
| 2019-2020 | Memphis  | 19     | 0      | 9,5    | 64,9  | 50,0   | 50,0 | 2,50    | 1,20    | 0,40   | 0,20   | 2,80   |
| 2020-2021 | Memphis  | 43     | 0      | 13,4   | 50,0  | 37,5   | 83,3 | 3,00    | 1,10    | 0,70   | 0,20   | 4,30   |
| 2021-2022 | Memphis  | 72     | 7      | 17,9   | 51,5  | 41,3   | 55,1 | 4,60    | 1,50    | 0,60   | 0,30   | 4,80   |
| Carrière  | Carrière | 134    | 7      | 15,3   | 52,2  | 40,7   | 65,4 | 3,80    | 1,30    | 0,60   | 0,30   | 4,40   |

#### Playoffs
| Saison   | Équipe   | Matchs | Titul. | Min./m | % Tir | % 3pts | % LF  | Rbds/m. | Pass/m. | Int/m. | Ctr/m. | Pts/m. |
| -------- | -------- | ------ | ------ | ------ | ----- | ------ | ----- | ------- | ------- | ------ | ------ | ------ |
| 2021     | Memphis  | 1      | 0      | 3,0    | 0,0   | 0,0    | —     | 1,00    | 0,00    | 0,00   | 1,00   | 0,00   |
| 2022     | Memphis  | 8      | 0      | 7,0    | 27,3  | 16,7   | 100,0 | 2,40    | 0,60    | 0,40   | 0,10   | 1,10   |
| Carrière | Carrière | 9      | 0      | 6,6    | 25,0  | 14,3   | 100,0 | 2,20    | 0,60    | 0,30   | 0,20   | 1,00   |

## Records sur une rencontre en NBA
Les records personnels de John Konchar en NBA sont les suivants, :
| Type de statistique        | Saison régulière | Saison régulière          | Saison régulière | Playoffs | Playoffs                    | Playoffs      |
| Type de statistique        | Record           | Adversaire                | Date             | Record   | Adversaire                  | Date          |
| -------------------------- | ---------------- | ------------------------- | ---------------- | -------- | --------------------------- | ------------- |
| Points                     | 19               | Thunder d'Oklahoma City   | 18 novembre 2022 | 9        | Warriors de Golden State    | 11 mai 2022   |
| Paniers marqués            | 7                | 6 fois                    | 6 fois           | 3        | Warriors de Golden State    | 11 mai 2022   |
| Paniers tentés             | 11               | 2 fois                    | 2 fois           | 5        | @ Warriors de Golden State  | 7 mai 2022    |
| Paniers à 3 points réussis | 5                | Thunder d'Oklahoma City   | 18 novembre 2022 | 1        | Warriors de Golden State    | 11 mai 2022   |
| Paniers à 3 points tentés  | 9                | Knicks de New York        | 19 octobre 2022  | 2        | 2 fois                      | 2 fois        |
| Lancers francs réussis     | 4                | Hawks d'Atlanta           | 26 décembre 2020 | 2        | Warriors de Golden State    | 11 mai 2022   |
| Lancers francs tentés      | 5                | Celtics de Boston         | 10 avril 2022    | 2        | Warriors de Golden State    | 11 mai 2022   |
| Rebonds offensifs          | 7                | Celtics de Boston         | 10 avril 2022    | 2        | @ Warriors de Golden State  | 7 mai 2022    |
| Rebonds défensifs          | 14               | Timberwolves du Minnesota | 13 janvier 2022  | 6        | @ Timberwolves du Minnesota | 29 avril 2022 |
| Rebonds totaux             | 17               | Timberwolves du Minnesota | 13 janvier 2022  | 6        | @ Timberwolves du Minnesota | 29 avril 2022 |
| Passes décisives           | 10               | Celtics de Boston         | 10 avril 2022    | 2        | Warriors de Golden State    | 1er mai 2022  |
| Interceptions              | 3                | 6 fois                    | 6 fois           | 2        | Warriors de Golden State    | 11 mai 2022   |
| Contres                    | 2                | 6 fois                    | 6 fois           | 1        | 2 fois                      | 2 fois        |
| Balles perdues             | 3                | @ Lakers de Los Angeles   | 12 février 2021  | 1        | @ Warriors de Golden State  | 7 mai 2022    |
| Minutes jouées             | 39               | Celtics de Boston         | 10 avril 2022    | 16       | Warriors de Golden State    | 11 mai 2022   |

- Double-double : 6
- Triple-double : 1

Dernière mise à jour : 24 janvier 2024